# Sur la piste des vigilants
Pour plus de détails, voir Fiche technique et Distribution.
Sur la piste des vigilants (Trail of the Vigilantes) est un film américain en noir et blanc réalisé par Allan Dwan, sorti en 1940.

## Synopsis
Tim Mason, un agent du gouvernement, est envoyé sous couverture dans l'Ouest. Il arrive sous l'identité de "Kansas" dans la ville frontière de Peaceful Valley pour enquêter sur le meurtre d'un journaliste. Il se mêle d'une bagarre entre le Shérif Korley et ses adjoints, d'une part, et les cowboys Swanee et Meadows. Il prend le parti de ces derniers, mais la bagarre s'arrête lorsqu'interviennent John Thornton, le patron de Swanee, et Mark Dawson, à la tête d'une association de propriétaires de bétail. Swanee et Meadows convainquent Thornton d'engager Kansas et un autre cowboy, Bolo.
Arrivés au ranch, Kansas rencontre Barbara, la fille de Thornton, qui tombe immédiatement amoureuse de lui. Kansas apprend que les ranchers qui refusent la protection de l'association sont victimes de vols. Il soupçonne alors Dawson et se rend à son bureau, où il trouve un livre de comptes qui prouve la culpabilité de Dawson. Finalement, il arrive à faire arrêter ce dernier et s'installe en ville pour épouser Barbara.

## Fiche technique
- Titre original : Trail of the Vigilantes
- Titre français : Sur la piste des vigilants
- Réalisation : Allan Dwan, assisté de Ray Taylor
- Scénario : Harold Shumate (en), Edward E. Paramore Jr. (en)
- Photographie : Joseph Valentine, Milton Krasner
- Montage : Edward Curtiss
- Direction artistique : Jack Otterson (en)
- Décors : Russell A. Gausman
- Costumes : Vera West
- Son : Bernard B. Brown
- Producteur : Allan Dwan
- Société de production et de distribution : Universal Pictures
- Pays de production :  États-Unis
- Langue originale : anglais
- Format : noir et blanc  — 35 mm — 1,37:1 — son mono
- Genre : Western
- Durée : 75 minutes
- Dates de sortie : 
  - États-Unis : 6 décembre 1940
  - France : 9 janvier 1952

## Distribution
- Franchot Tone : Tim Mason, alias "Kansas"
- Warren William : Mark Dawson
- Broderick Crawford : Swanee
- Andy Devine : Meadows
- Mischa Auer : Bolo
- Porter Hall : le shérif Korley
- Peggy Moran : Barbara Thornton
- Samuel S. Hinds : George Preston
- Charles Trowbridge : John Thornton

Acteurs non crédités
- Frank Brownlee : un docteur
- Edmund MacDonald : Ed Wheeler
- George MacQuarrie : un rancher